# Педро де Валдивија
Педро Гутијерез де Валдивија или Валдива (шп. Pedro Gutiérrez de Valdivia; 17. април 1497 – 25. децембра 1553) био је шпански конкистадор и први гувернер Чилеа. Након службе, као припадник шпанске војске, у Италији и Фландрији, послат је 1534. у Јужну Америку. Тамо је службовао у Перуу као поручник и заменик Франсиска Пизара. Године 1540. предводио је експедицију од 150 Шпанаца у Чиле, где је поразио велике индијанске снаге а наредне године основао је Сантијаго. Године 1546. проширио је шпанску власт јужно до реке Био Био, између 1546. и 1548. поново се борио у Перуу а наредне године вратио се у Чиле као његов гувернер. Већ 1550. кренуо је у освајање подручја јужно од реке Био Био и исте године основао је град Консепсион. Погинуо је током борби са Мапучама. Град Валдивија у Чилеу назван је по њему.